# George Delaval
George Delaval (c. 1667-22 juin 1723), de Seaton Delaval Hall, Northumberland, est un officier, diplomate et homme politique whig de la Royal Navy qui siège à la Chambre des communes de 1715 à 1723.

## Famille
Delaval appartient à une branche cadette de la famille Delaval, et est le fils de George Delaval de Dissington Hall, Northumberland. Son père lui laisse un héritage de seulement 100 £, mais il constitue une grande fortune lors de sa carrière navale et diplomatique.

## Carrière navale
Il rejoint la Royal Navy et en 1693 atteint le grade de 3e lieutenant à bord du HMS Lenox. En 1698, il se rend en Afrique du Nord pour négocier la libération des prisonniers britanniques et conclut un traité avec le Maroc en 1700 . À son retour en tant que capitaine Delaval en mai 1700, il prend le commandement du HMS Tilbury, un navire de 4e classe nouvellement mis en service.
Il commande le HMS Tilbury à l'avant-garde lors de la Bataille navale de Vélez-Málaga lors de la Guerre de Succession d'Espagne le 24 août 1704. Il est promu contre-amiral en 1718 et vice-amiral en 1722.

## Carrière diplomatique et politique
La carrière diplomatique de Delaval le conduit en Espagne en 1705, avec Charles Mordaunt (3e comte de Peterborough). En 1707, il est envoyé à Lisbonne et, en 1708, conclut un traité de non-agression avec l'empereur du Maroc. Il reste au Portugal pendant trois ans en 1710 en tant qu'envoyé extraordinaire auprès du roi du Portugal.
Delaval est élu sans opposition en tant que député whig de West Looe, Cornouailles lors des Élections générales britanniques de 1715. En 1716, il est nommé sous-lieutenant de Northumberland. Il est de nouveau réélu sans opposition pour West Looe aux élections générales de 1722. Au Parlement, il vote avec le gouvernement dans toutes les divisions enregistrées .

## Domaines

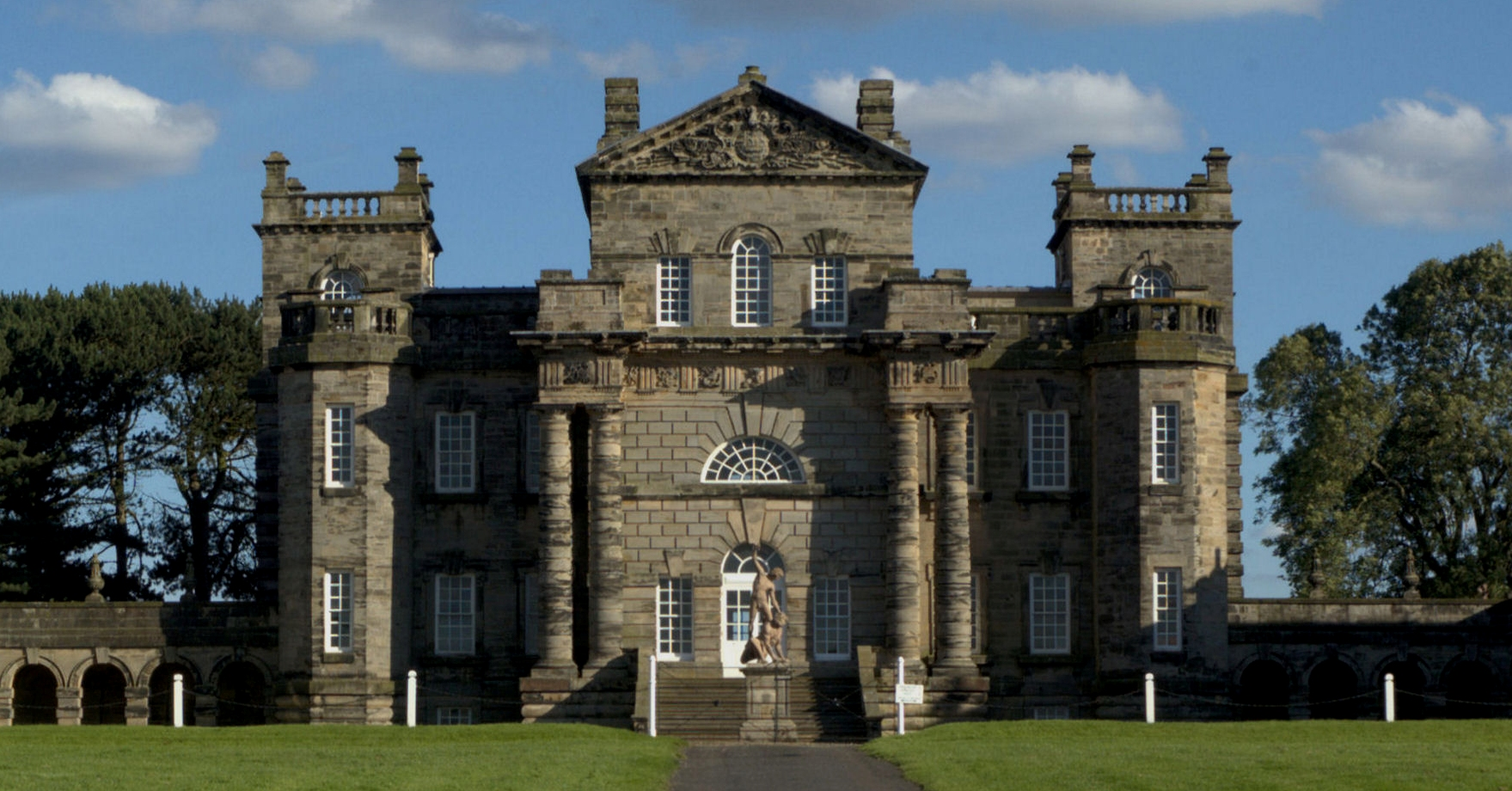
Seaton Delaval Hall

En 1716, Delaval achète pour 5000 £ le domaine confisqué de la famille Shafto à Bavington Hall, Northumberland, et en 1718, il achète l'ancien siège de la famille Delaval à Seaton Delaval à son cousin appauvri, Sir John Delaval, 3e baronnet. Il engage l'architecte John Vanbrugh et commence une reconstruction ambitieuse de Seaton Delaval Hall. Il n'a pas vécu pour voir la nouvelle maison terminée. En 1723, à l'âge de 55 ans, il décède des suites d'une chute de cheval. Le lieu de l'accident est marqué par l'érection d'un obélisque, dont la base subsiste à l'ouest du château, à côté du tournant vers New Hartley.
Delaval n'a laissé aucun descendant. Il a rendu Bavington Hall aux Shaftos en le léguant à George Shafto, qui a épousé sa sœur. Il laisse Seaton Delaval Hall à son neveu Francis Blake Delaval (officier).